# Suicídio coletivo

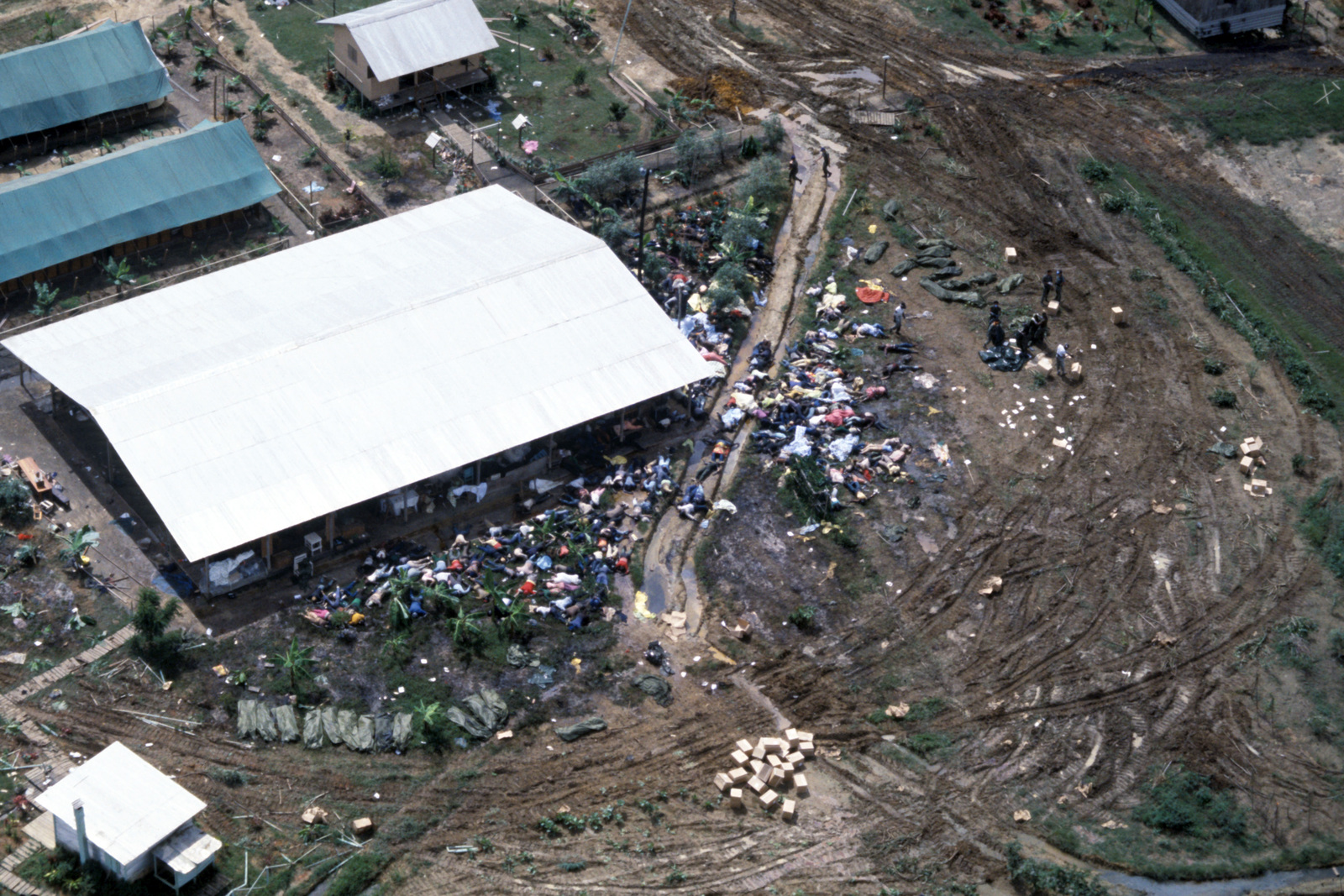
Vista aérea das vítimas do suicídio em massa em Jonestown.

Suicídio coletivo ou suicídio em massa ocorre quando um grupo de pessoas cometem suicídio simultaneamente. Este tipo de suicídio por vezes ocorre em contextos religiosos. Grupos que se sintam perseguidos podem recorrer ao suicídio em massa quando estão prestes a serem capturados.
Pactos de suicídio também são uma forma de suicídio em massa que às vezes são planejadas ou realizadas por pequenos grupos de pessoas, talvez deprimidos ou sem esperança. Suicídios coletivos têm sido utilizados como uma forma de contestação política, o que mostra que eles também podem ser utilizados como uma ferramenta de reivindicação.

## Suicídios coletivos históricos
- Durante o final do século II a.C., os teutões marcham para o sul através Gália, juntamente com os seus vizinhos, os cimbros, e atacando a Itália Romana. Depois de várias vitórias para os exércitos invasores, os cimbros e teutões foram então derrotados por Caio Mário em 102 a.C., na Batalha de Águas Sêxtias (perto da atual Aix-en-Provence). Seu Rei, Teutobod, foi aprisionado. As mulheres capturadas cometeram suicídio em massa, que passaram para lendas romanas de heroísmo germânico: pelas condições da rendição, 300 de suas mulheres casadas deveriam ser entregues aos romanos. Quando as matronas teutonas ouviram falar desta estipulação, primeiro pediram ao cônsul se podiam ser separadas para ministrar nos templos de Ceres e Vênus; então, quando elas não conseguiram obter o seu pedido, elas mataram seus filhos e, na manhã seguinte, foram todas encontradas mortas nos braços umas das outras. Elas se enforcaram durante a noite.[2]
- No final dos quinze meses do cerco de Numância, no verão 133 a.C., a maioria dos numantinos foi derrotada. No entanto, ao invés de se renderem, eles preferiram cometer suicídio e incendiar a cidade.
- Os 960 membros da comunidade judaica sicária em Masada cometeram suicídio coletivo em 73 d.C., para evitarem serem conquistados e escravizados pelo Império Romano. Cada homem matou sua esposa e filhos, em seguida, os homens tiraram a sorte e mataram uns aos outros até o último homem se matar.[3] Alguns estudiosos modernos têm questionado esse relato dos acontecimentos.[4][5]
- A prática ocasional de suicídio em massa conhecida como Jauhar era realizada nos tempos medievais por mulheres das comunidades de Rajput na Índia, quando a queda de uma cidade sitiada por invasores muçulmanos era certa, a fim de evitar a captura e a desonra. Os casos mais conhecidos de Jauhar são as três ocorrências no forte de Chittaur no Rajastão em 1303, 1535 e 1568.[6]
- Em 1336, quando o castelo de Pilėnai (na Lituânia) foi sitiada pelo exército dos Cavaleiros Teutônicos, os defensores, liderados pelo duque Margiris, perceberam que era impossível defender-se por mais tempo e tomaram a decisão de cometer suicídio coletivo, bem como deixar o castelo em chamas, para destruir todos os seus bens e qualquer coisa que pudesse ter valor ao inimigo.[7]
- Durante o Grande Cisma da Igreja Russa, aldeias inteiras de Velhos Crentes atearam fogo contra si mesmas até a morte em um ato conhecido como "batismo de fogo".[8]
- Durante o domínio turco da Grécia e pouco antes da Guerra da Independência Grega, as mulheres de Souli, perseguidas pelos otomanos, subiram ao monte Zalongo, jogaram seus filhos sobre o precipício e, em seguida, saltaram para evitar a captura - um evento conhecido como a "Dança de Zalongo".[9]
- A Alemanha foi atingida por uma série de ondas de suicídios durante os últimos dias do regime nazista. As razões para estas ondas de suicídios eram várias e incluíam os efeitos da propaganda nazista, o exemplo do suicídio de Adolf Hitler, o apego das vítimas com os ideais do Partido Nazista, estupros em massa feitos principalmente pelo Exército Vermelho, uma reação à perda da Segunda Guerra Mundial e, consequentemente, a ocupação aliada antecipando o fim da Alemanha nazista.[10]
- Em 1 de maio de 1945, cerca de mil moradores de Demmin, Alemanha, cometeram suicídio em massa após o Exército Vermelho saquear a cidade.[11]
- Um suicídio coletivo ritual de Bali é chamado de puputan e o maior deles ocorreu em 1906-1908, quando os reinos de Bali enfrentaram as forças coloniais holandesas. A raiz balinesa da palavra é o termo puput, que significa "terminar". É um ato mais simbólico do que estratégico; os balineses são "um povo cujo gênio para o teatro é insuperável" e um Puputan é visto como "o último ato de uma trágica dança dramática".[12]
- O Japão é conhecido por seus séculos de tradição de suicídio, como seppuku cerimonial dos guerreiros kamikazes que atiravam seus aviões em navios de guerra dos Aliados durante a Segunda Guerra Mundial. Durante esta mesma guerra, as forças japonesas anunciaram ao povo de Saipan que as tropas estadunidenses estavam indo para torturá-los e assassiná-los. Em um esforço desesperado para evitar isto, o povo de Saipan cometeu suicídio em massa, principalmente ao saltar em ribanceiras próximas.

## Suicídios por motivos religiosos

### Suicídios conhecidos

#### Templo do Povo (1978)

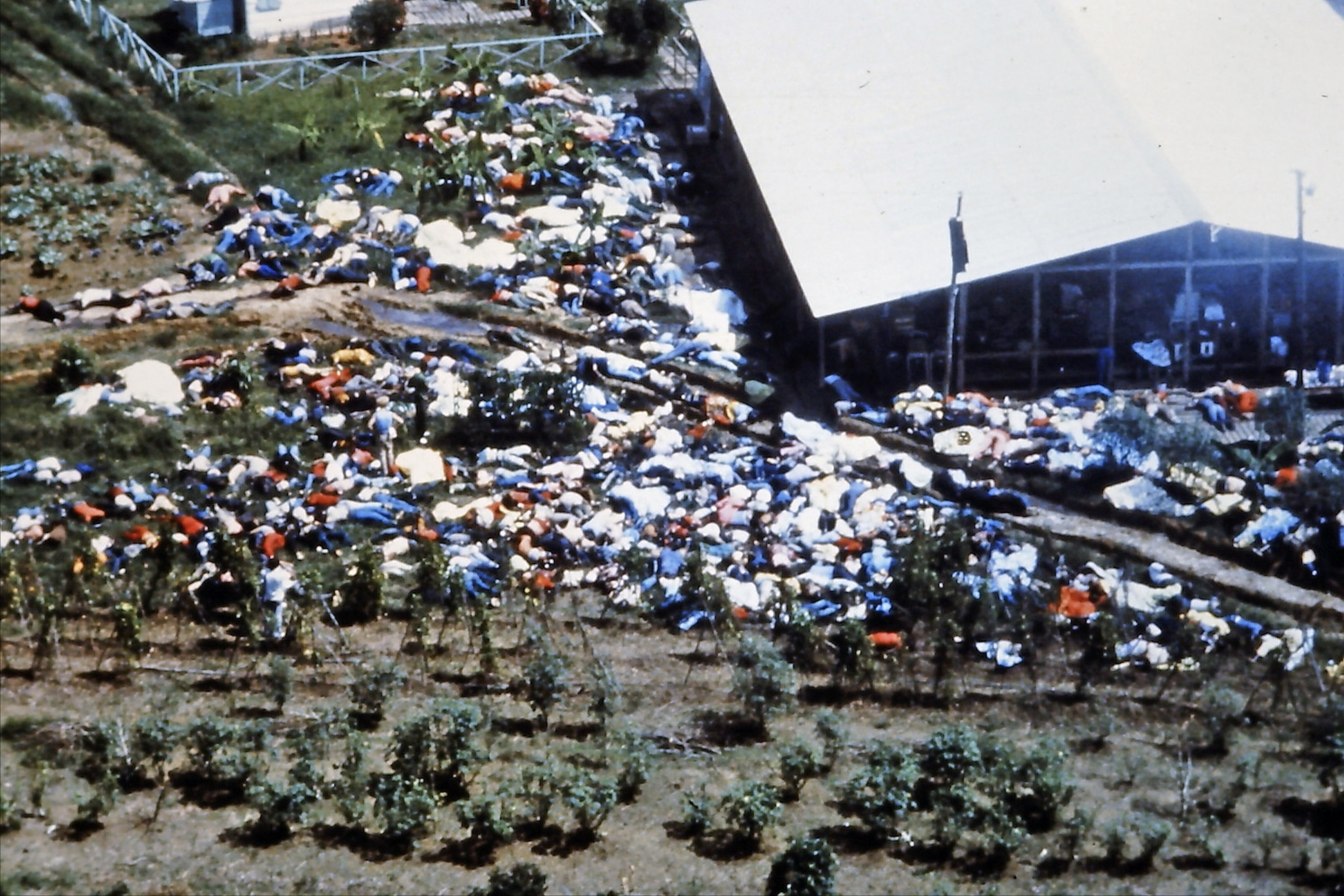
Fotografia aérea dos corpos dos seguidores de Jim Jones

Em 17 de novembro de 1978, os 909 habitantes de Jonestown, Guiana, incluindo 304 crianças, morreram de envenenamento por cianeto, principalmente em torno pavilhão principal do assentamento. Isto resultou no maior número de civis estadunidenses mortos em um ato deliberado até os ataques terroristas de 11 de setembro de 2001. O FBI recuperou mais tarde uma gravação de áudio de 45 minutos do suicídio em andamento.
Na gravação, Jones diz aos membros do Templo que a União Soviética, país com o qual a seita tinha negociado um êxodo em alguns meses, não iria levá-los após os assassinatos do congressista Leo Ryan e de membros da imprensa. A razão dada por Jones para cometer suicídio foi consistente com a sua declaração anterior sobre agências de inteligência que supostamente conspiravam contra o Templo, ao dizer que eles iriam "atirar em alguns dos nossos bebês inocentes" e "torturar nossos filhos, torturar alguns dos nossos membros, torturar nossos idosos".
Jones e vários membros passaram então a argumentar que o grupo deveria cometer um "suicídio revolucionário" ao beber suco de uva com cianeto e sedativos. Quando os membros gritaram, aparentemente, Jones aconselhou: "Parem com essa histeria! Este não é o caminho para as pessoas que são socialistas ou comunistas morrer. Este não é jeito que nós vamos morrer. Devemos morrer com um pouco de dignidade". Jones podia ser ouvido dizendo: "não tenha medo de morrer" e que a morte é "apenas uma passagem para outro plano" e que é "uma amiga". No final da fita, Jones conclui: "Nós não cometemos suicídio; cometemos um ato de suicídio revolucionário para protestar contra as condições de um mundo desumano".
Jones foi encontrado morto em uma cadeira de praia com um tiro na cabeça, ferimento que o legista guianense Cyrill Mootoo declarou ser consistente com uma ferida de bala auto-infligida.

#### Templo Solar (1994-1997)
De 1994 a 1997, os membros da Ordem do Templo Solar iniciaram uma série de suicídios em massa, o que levou a cerca de 74 mortes. As cartas de despedida foram deixadas por membros, afirmando que eles acreditavam que a morte seria uma fuga das "hipocrisias e opressão deste mundo." Adicionado a isso, eles sentiam que estavam "indo para Sirius". Registros apreendidos pela polícia de Quebec mostraram que alguns membros tinham pessoalmente doado mais de 1 milhão de dólares para o líder do grupo, Joseph Di Mambro. Houve também uma outra tentativa de suicídio em massa dos membros restantes, que foi frustrada no final de 1990. Todos as tentativas de suicídio/assassinato ocorreram por volta das datas dos equinócios e solstícios, o que provavelmente indica alguma relação com as crenças do grupo.

#### Heaven's Gate (1997)
Em 27 de março de 1997, 39 seguidores da seita Heaven's Gate morreram em um suicídio coletivo em Rancho Santa Fe, Califórnia, que faz fronteira com San Diego. Essas pessoas acreditavam que, de acordo com os ensinamentos de seu grupo, através de seus suicídios sair de "seus navios humanos" de modo que suas almas poderiam ir em uma viagem a bordo de uma nave espacial que acreditavam estar seguindo o cometa Hale-Bopp. Alguns membros masculinos do grupo foram submetidos a castração voluntária, em preparação para a vida que eles acreditavam que os aguardava após o suicídio.
Em 30 de março de 1997, Thomas Nichols, irmão mais novo da atriz Nichelle Nichols, foi encontrado morto em seu trailer na Califórnia, em uma carta ele diz: "Eu estou indo para a nave espacial com Hale-Bopp para estar com aqueles que vieram antes de mim". Através do uso de gás propano para acabar com sua vida, Nichols, como os membros da Heaven's Gate, com a cabeça coberta por um saco de plástico e sua parte superior do tronco coberto com uma mortalha púrpura. A conexão de Nichols com o grupo era desconhecida. Em maio de 1997, dois membros da Heaven's Gate que não estavam presentes no suicídio tentaram novamente se matar. Um conseguiu, mas o outro entrou em coma por dois dias e, em seguida, se recuperou. Em fevereiro de 1998, o sobrevivente, Chuck Humphrey, cometeu suicídio.

#### Movimento para a Restauração dos Dez Mandamentos de Deus (2000)
Em 17 de março de 2000, 778 membros do Movimento para a Restauração dos Dez Mandamentos de Deus morreram em Uganda. A teoria de que todos os membros morreram em um suicídio coletivo foi alterada para um assassinato em massa quando corpos em decomposição foram descobertos em poços com sinais de estrangulamento, enquanto outros tinham ferimentos de faca. O grupo havia divergido da Igreja Católica Romana, a fim de enfatizar o apocalipticismo e as alegadas aparições marianas.